# Luchaxiang yubing
Le lüchaxiang yubing (chinois : 绿茶香芋饼 ; pinyin : lǜchá xiāng yù bǐng ; litt. « gâteau de taro parfumé au thé vert ») ou encore lücha fobing (chinois simplifié : 绿茶佛饼 ; chinois traditionnel : 綠茶彿餅 ; pinyin : lǜchá fóbǐng ; litt. « gâteau de Bouddha au thé vert »), est un mets sucré de la cuisine du Hunan (湘菜, xiāngcài).
Il s'agit d'une pâtisserie à base de taro et farine de blé, parfumée au thé vert et sucrée, ayant la forme d'un disque épais, et autour de laquelle sont parsemées des graines de sésame.

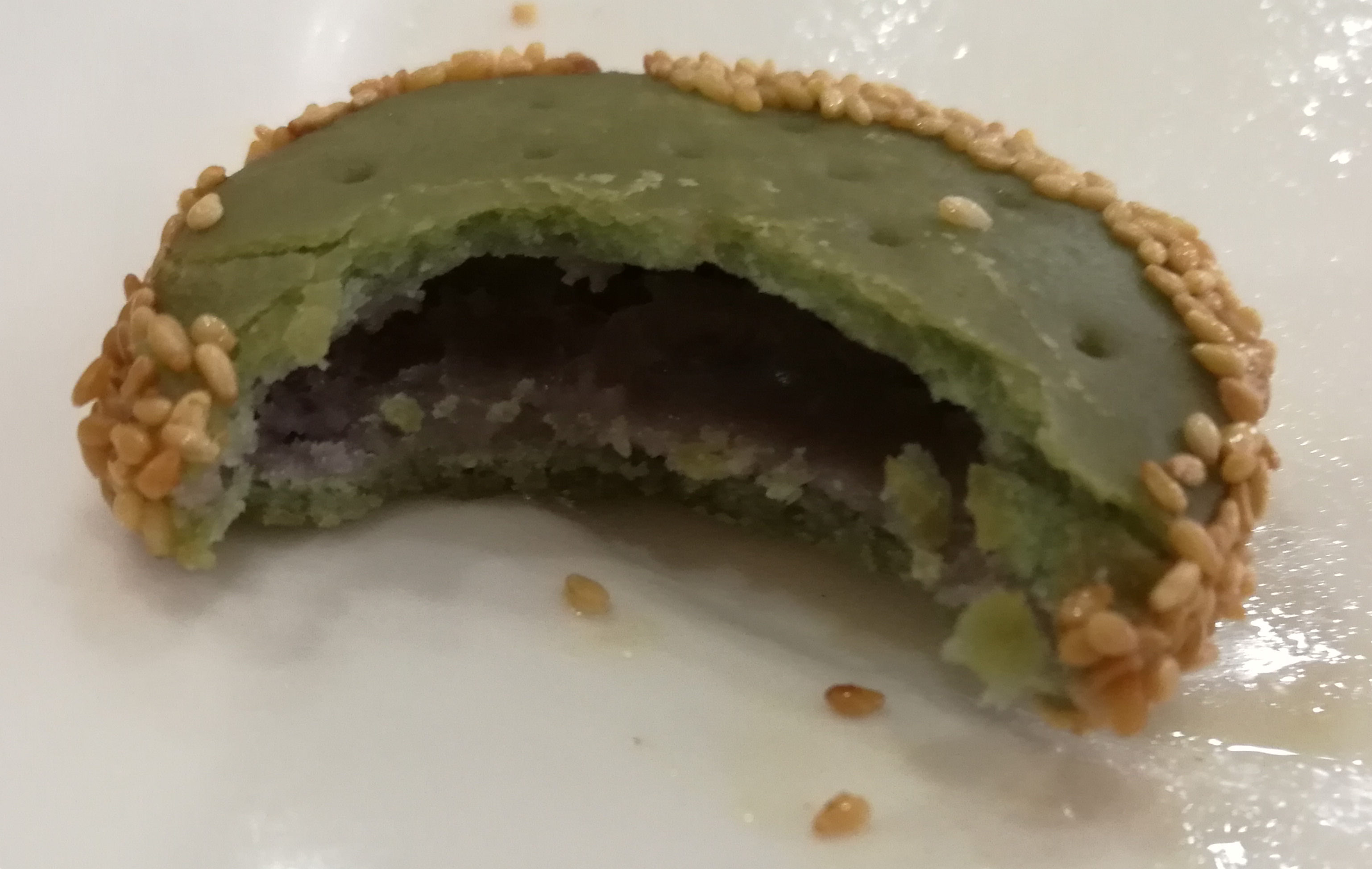
Intérieur de la pâtisserie